# 克鲁·斯通利
克鲁·斯通利（英語：Crew Stoneley，1911年5月9日—2002年8月27日），英国男子田径运动员，主攻400米短跑。他曾代表英国参加1932年夏季奥林匹克运动会田径比赛，获得男子4×400米接力银牌。